# Seznam Pokemonov 1-20
To je podroben seznam prvih 20 Pokemonov po nacionalnem Pokedexu.

## Bulbasaur
Bulbasaur je prvi po Nacionalnem Pokédexu. Je tudi izbirni Pokémon v Indigo ligi.
Velik je okoli 70 centimetrov in težak okoli 6.9 kilogramov.
Njegova moč je 318.
Njegova tipa sta trava in strup.
| Osnovna stopnja | Prva evolucija | Druga evolucija |
| --------------- | -------------- | --------------- |
| Bulbasaur       | Ivysaur        | Venosaur        |

## Ivysaur
Ivysaur je drugi po Nacionalnem Pokédexu.
Velik je okoli 1 metra in težak okoli 13 kilogramov.
Njegova moč je 425.
Njegova tipa sta trava in strup.
| Osnovna stopnja | Prva evolucija | Druga evolucija |
| --------------- | -------------- | --------------- |
| Bulbasaur       | Ivysaur        | Venosaur        |

## Venosaur
Venusaur je drugi po Nacionalnem Pokédexu.
Velik je okoli 2 metra in težak okoli 100 kilogramov.
Njegova moč je 525.
Njegova tipa sta trava in strup.
| Osnovna stopnja | Prva evolucija | Druga evolucija |
| --------------- | -------------- | --------------- |
| Bulbasaur       | Ivysaur        | Venosaur        |

## Charmander
Charmander je četrti po Nacionalnem Pokédexu. Je tudi izbirni Pokémon v Indigo ligi.
Velik je okoli 60 centimetrov in težak okoli 8.5 kilogramov.
Njegova moč je 309.
Njegov tip je ogenj.
| Osnovna stopnja | Prva evolucija | Druga evolucija |
| --------------- | -------------- | --------------- |
| Charmander      | Charmeleon     | Charizard       |

## Charmeleon
Charmeleon je peti po Nacionalnem Pokédexu.
Velik je okoli 1.1 meter in težak okoli 19 kilogramov.
Njegova moč je 405.
Njegov tip je ogenj.
| Osnovna stopnja | Prva evolucija | Druga evolucija |
| --------------- | -------------- | --------------- |
| Charmander      | Charmeleon     | Charizard       |

## Charizard
Charizard je šesti po Nacionalnem Pokédexu.
Velik je okoli 1.7 meter in težak okoli 90.5 kilogramov.
Njegova moč je 542.
Njegova tipa sta ogenj in Letenje.
| Osnovna stopnja | Prva evolucija | Druga evolucija |
| --------------- | -------------- | --------------- |
| Charmander      | Charmeleon     | Charizard       |

## Squirtle
Squirtle je sedmi po Nacionalnem Pokédexu. Je tudi izbirni Pokémon v Indigo ligi
Velik je okoli 50 centimetrov in težak okoli 9 kilogramov.
Njegova moč je 314.
Njegov tip je voda.
| Osnovna stopnja | Prva evolucija | Druga evolucija |
| --------------- | -------------- | --------------- |
| Squirtle        | Wartortle      | Blastoise       |

## Wartortle
Wartortle je osmi po Nacionalnem Pokédexu.
Velik je okoli 1 meter in težak okoli 22.5 kilogramov.
Njegova moč je 405.
Njegov tip je Voda.
| Osnovna stopnja | Prva evolucija | Druga evolucija |
| --------------- | -------------- | --------------- |
| Squirtle        | Wartortle      | Blastoise       |

## Blastoise
Blastoise je deveti po Nacionalnem Pokédexu.
Velik je okoli 1.6 meter in težak okoli 85.5 kilogramov.
Njegova moč je 530.
Njegova tip je voda.
| Osnovna stopnja | Prva evolucija | Druga evolucija |
| --------------- | -------------- | --------------- |
| Squirtle        | Wartortle      | Blastoise       |